# Мила Малруни
Милица Мила Малруни (Сарајево, 13. јул 1953) је бивша прва дама Канаде. Удовица је Брајана Малрунија. Девојачко презиме јој је Пивнички.

## Биографија
Рођена је 17. јула 1953. године у Сарајеву од оца Димитрија Мите и Богданке Бобе Пивнички (рођ. Илић). Године 1956. отац Димитрије се сели у Монтреал где је добио позицију научног сарадника на Психијатријском институту "Алан" у оквиру Универзитетског клиничког центра "Краљица Викторија". Док је чекала на визу Богданка, тада трудна са њеним млађим братом Јованом, је Милицу вратила у њен родни Нови Бечеј где остају до 1958. након чега се придружују Димитрију у Монтреалу. Уписала је инжењерство на универзитету Конкордија у Монтреалу, међутим своје студије није завршила. Дана 19. априла 1973. са својих 19 година удаје се за 15 година старијег Брајана, са киме се упознала кроз политичку активност за Напредно-конзервативну странку у монтреалском предграђу Вестмаунт.

## Политичка каријера
Мила је представљала значајну промену у односу на претходне две прве даме Канаде, феминисткињу Морин Мектир (жену Џоа Кларка) и дивљу Маргарет Тридо (жену Пјера Тридоа). Њена презентацијa класичне домаћице значајно је утицала на популарност Малрунија и конзервативаца у тим круговима, до те мере да је политичко рекламирање странке подједнако укључивало и Малрунија и Милу, а не само вођу странке како је дотад било уобичајено. Тадашњи премијер покрајине Онтарио, Бил Дејвис, је у коментару Малрунију упутио следеће: Мила ће да ти донесе више гласова него што би ти то могао сам. Она је у то време постала и значајан покровитељ неколико дечјих добротворних организација.
Милино време као прва дама није прошло без критика: критикована је више пута да је као прва дама била исувише утицајна, до те мере да је од положаја супруге премијера хтела да направи политички положај (при чему је запамћено њено унајмљивање посебне личне службе и претерано раскошно уређење премијерове канцеларије). Медијима није незапажена прошла и њена љубав према куповини и ципелама (поседовала је преко 100 парова ципела) због чега су јој неки наденули надимак "Имелда".

## Након политике
Мила је након повлачења из политике била покровитељ канадске националне фондације за цистичну фиброзу, а била је и члан одбора директора бивше медијске корпорације Астрал.
Дана 29. маја 2019. именована је са још 13 других знаменитих Срба и људи везаних за Србију као Витез Светосавског ордена пацифизма.